# やまなひとふみ
やまな ひとふみ（1960年12月23日 - ）は大阪府東大阪市出身のミュージシャン・DJ・ラジオパーソナリティ。
立命館大学卒業。

## 来歴・人物
1979年、フォークグループ「すいかずら」に参加し、プロ活動をスタートする。
1995年8月、関西TVアナウンサー“梅田淳”と意気投合しジョイント活動を開始し、JUN 梅田＆RADICAL PARTYを結成。その後、一時活動を中断するも2002年8月にソロとしてステージ活動を再開する。
また、1998年以来、エフエムもりぐちのラジオ番組やまなのぶっちゃけトークのパーソナリティとして活躍したが、16年続いたやまなのぶっちゃけトークも、2009年9月26日で終了に至る。（音楽活動も2010年をもって休眠態勢に入っている。）
その後は、広告企画、イベント企画のプロデューサーとして大阪を拠点に活動、またミャンマーにも進出。ミャンマー最大都市ヤンゴンで、様々なイベントや式典の制作に関わっている。

## 出演番組

### テレビ
- アーティストプレス（CS放送スカイ・エー）

### ラジオ
- やまなのぶっちゃけトーク（エフエムもりぐち）
- Lovers Night（エフエムキタ）Be Happy!78.9

## ディスコグラフィ
シングル
- 1993年11月 - 「Tear's Morning/Woman」RADICAL PARTY キングレコード

 アルバム
- 2006年4月 -「Woman」ソロ・ファーストアルバム